# Abraham Meyer Goldschmidt

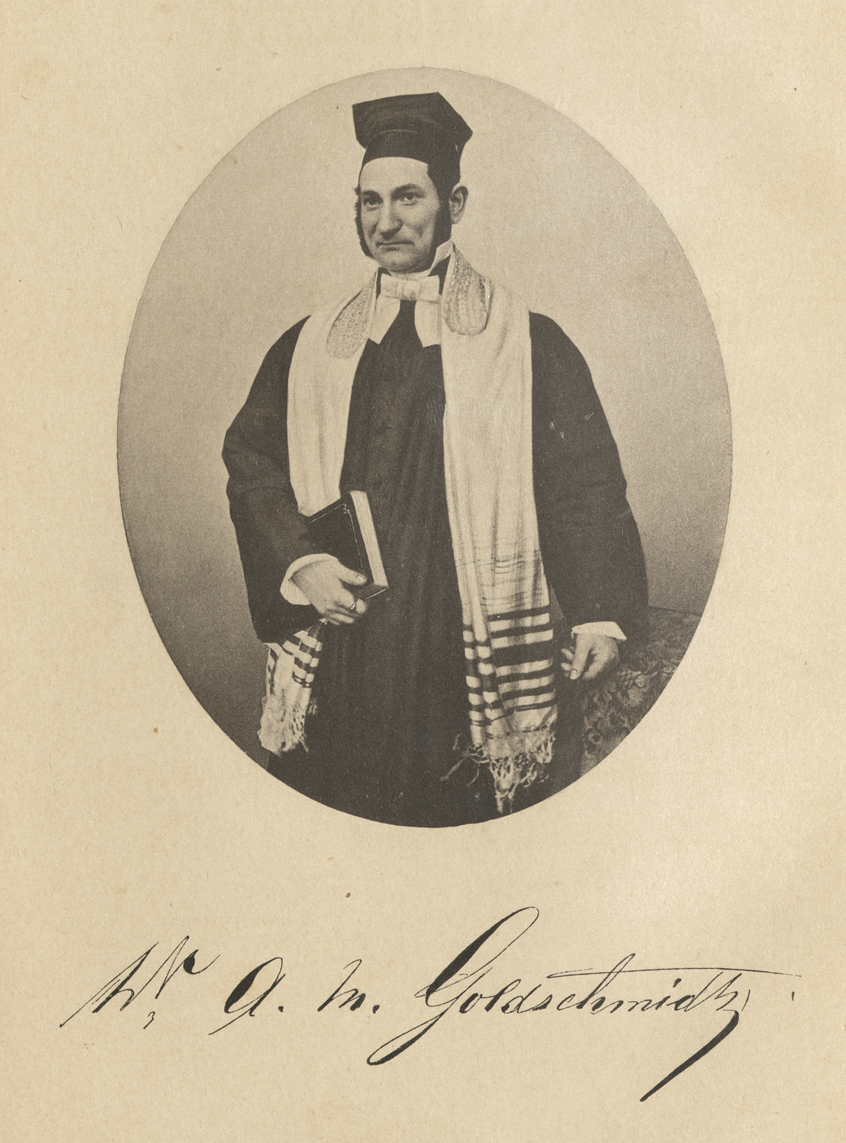
Abraham Meyer Goldschmidt

Abraham Meyer Goldschmidt (geboren 2. April 1812 in Krotoschin, Herzogtum Warschau; gestorben 5. Februar 1889 in Leipzig) war ein deutscher Rabbiner.

## Leben und Wirken
Meyer Goldschmidt kam am 2. April 1812 als viertes Kind von Israel und Rebecca Goldschmidt, geb. Benas, zur Welt. Im Alter von 14 Jahren ging er nach Breslau und begann dort ein Gymnasium zu besuchen. Nach drei Jahren kehrte er nach Krotoschin zurück und wurde zunächst zweiter Lehrer an der dortigen jüdischen Elementarschule. Nach Fortsetzung und Beendigung der gymnasialen Ausbildung in Breslau arbeitete Meyer Goldschmidt als Hauslehrer in Krakau und Warschau. Hier hielt er 1838 die erste deutschsprachige Predigt in der dortigen deutsch-israelitischen Gemeinde. Meyer Goldschmidt studierte in den 1830er Jahren in Berlin Theologie und Philosophie und wurde 1840 in Jena zum Dr. phil. promoviert. 1851 erhielt er eine Festanstellung als Prediger in Warschau. Nach Aufenthalten in Hamburg und Wien wechselte er 1856 als Rabbiner an die Israelitische Religionsgemeinde Leipzig und gleichzeitig als Direktor an die dortige Religionsschule. In Leipzig lebte und wirkte er dann bis zu seinem Tode. Sein Grab befindet sich auf dem dortigen Alten Israelitischen Friedhof.

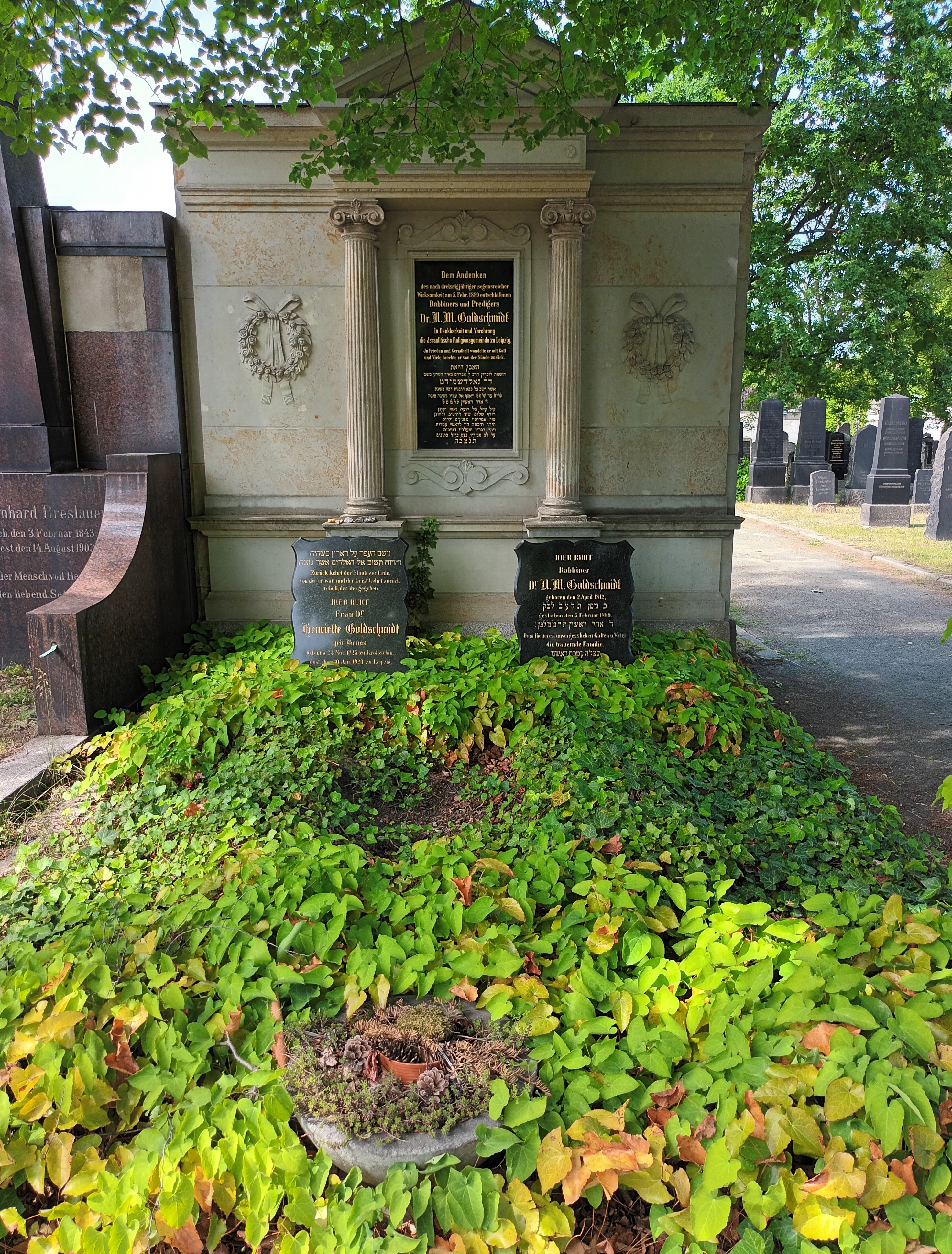
Grabstätte Abraham Meyer Goldschmidt und Henriette Goldschmidt

Abraham Meyer Goldschmidt war zwei Mal verheiratet, 1846 ehelichte er Pauline Sternfeld, 1853 seine Cousine Henriette Benas, die in Leipzig nun unter dem Namen Henriette Goldschmidt eine bekannte Frauenrechtlerin und Pädagogin wurde.

## Publikationen (Auswahl)
- Rede bei der Lessing-Feier zu Leipzig. Leipzig 1860.
- Zur Charakteristik Jost’s. In: Jahrbuch für die Geschichte der Juden, 2. Bd., Leipzig 1861.
- Moses Mendelssohn. Eine Festrede. Geh. bei der am 3. Januar 1861 vom Verein zur Förderung israelitischen Interessen veranstalteten Gedächtnißfeier. Leipzig 1861.
- Die Jubelfeier des geretteten Vaterlandes. Predigt beim Gottesdienste am 18. Oct 1863 zur Feier der Leipziger Völkerschlacht im Tempel der israelit. Gemeinde zu Leipzig gehalten. Leipzig 1863.
- Rede bei Enthüllung des Lessing-Denkmals zu Kamenz. 1863.
- Rede zur Feier der Schlacht von Leipzig gehalten im Handwerker-Verein zu Gera. 1865.
- Begrüßungsworte bei Eröffnung der ersten israelit. Synode zu Leipzig, am 29. Juni 1869. Leipzig 1869.
- Durch Kampf zur Versöhnung! Predigt am Sabbath, den 24. Thammus 5629 (3. Juli 1869), während der I. israelit. Synode, zu Leipzig gehalten. Leipzig 1869.
- Deutsche Gebete und Gesänge beim Gottesdienst im israelitischen Gemeindetempel zu Leipzig. (Nebst Gottesdienstordnung.) Leipzig 1869. 2. verm. Auflage.
- Die Entwickelungsgeschichte der Mischnah und des Talmud. In: Buxtorf’s Lexicon talmud., ed, Fischer. S. 66–71.